# Capital financier
Ne doit pas être confondu avec Capital économique.

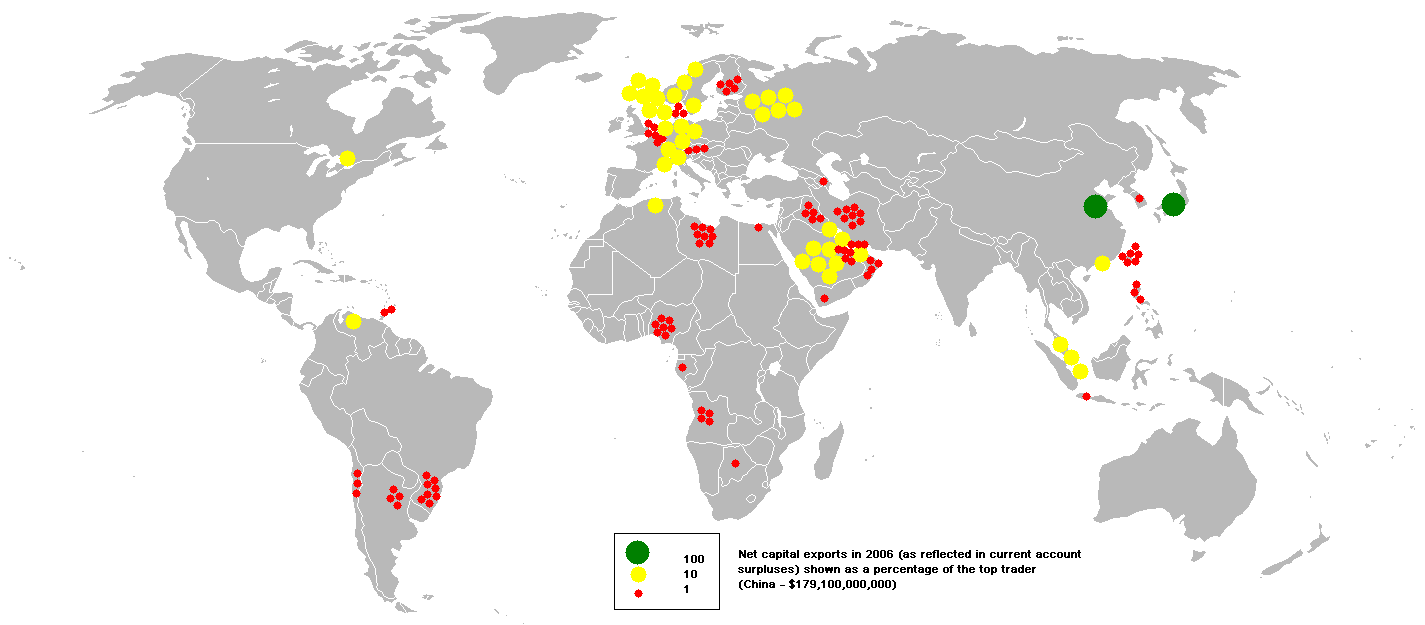
Capital net 2006

Le capital financier, est formé des avoirs sous forme d'actifs financiers, essentiellement des titres à long terme de propriété (actions et assimilés) ou de créance (obligations et assimilées). Dans un sens élargi on y inclut les contrats dérivés sur la valeur de ces actifs.
Il est à distinguer du capital économique, autrement dit les moyens de production, sur les plans :
- juridique (l'actif financier est propriété de l'investisseur, le moyen de production est propriété de l'entreprise ou de l'institution que cet investisseur finance)

- comptable (Passif vs Actif)

- des modalités de constitution et mise en œuvre (Placement vs Investissement)

- de la rentabilité. À titre d'exemple :
  - la rentabilité d'une action cotée est égale à {\displaystyle (D+HC-BC)/CI}, où D = dividende, HC  = hausse du cours (plus value), BC = baisse du cours (moins value), CI = cours de bourse initial. La rentabilité se distingue du rendement qui ne prend en compte que le revenu courant (dividende)
  - la rentabilité du capital économique est {\displaystyle B/I}, où B = bénéfice et I = montant investi.

- de la valeur
  - tant pour les obligations
  - que pour les actions (voir évaluation du prix d'une action) : (rôles du goodwill, de l'effet de levier financier, de la prime de risque, du coefficient bêta...)